# Petro Iwanow
Petro Olehowytsch Iwanow (ukrainisch Петро Олегович Іванов [pɛtrɔ ivanɔv], wiss. Transliteration Petro Olehovyč Ivanov; * 12. Juli 1996 in Nischyn) ist ein ukrainischer Profiboxer. Derzeit hält er den IBF-International-Titel im Supermittelgewicht. Iwanow liegt derzeit bei der IBF auf Platz acht der Weltrangliste, bei der WBC auf Platz 18, bei der EBU auf Platz acht und bei der IBO auf Platz 15.
Iwanow begann seine Profikarriere 2014. 2018 besiegte er Louis Toutin durch einen TKO in Runde 9 und erlangte den Titel als WBC Youth World Champion im Supermittelgewicht. In der Vergangenheit erhielt der Ukrainer mehrere Auszeichnungen, darunter den WBC Youth World Champion, den WBC International Silver Champion und den WBC International Champion im Supermittelgewicht. 
Im Jahr 2023 wurde er Botschafter von Ready to Fight, einer internationalen Blockchain-basierten Boxplattform, die von Sergey Lapin und Oleksandr Ussyk gegründet wurde. Diese Plattform unterstützt effektiv die Bedürfnisse der Boxgemeinschaft, indem Verbindungen zwischen Sportlern, Managern, Agenten, Ärzten und anderen Fachkräften sowie Sportdiensten, Infrastruktur und Fans geschaffen werden.
Petro Iwanow boxt seit 2019 in Deutschland und lebt seit Juli 2022 in Karlsruhe.

## Amateurkarriere
Im Alter von 18 Jahren beschloss Iwanow, in den Profiboxsport einzusteigen. Seit seiner Kindheit hatte er den Wunsch, wie die Brüder Vitali und Wladimir Klitschko in den Ring zu steigen.

## Profikarriere
Iwanow begann seine Profikarriere 2014 in Lwiw im Undercard-Kampf von Oleksandr Ussyk. Er gewann durch Knockout in der ersten Runde nach weniger als zwei Minuten.
2018 gewann er seinen ersten WBC-Jugend-Weltmeistertitel gegen den bis dato ungeschlagenen Louis Toutin (12 Siege, 11 KOs) aus Frankreich. Ein Jahr später verteidigte er seinen Titel in Karlsruhe gegen Vladimir Belujsyk aus der Slowakei durch TKO in der 5. Runde.

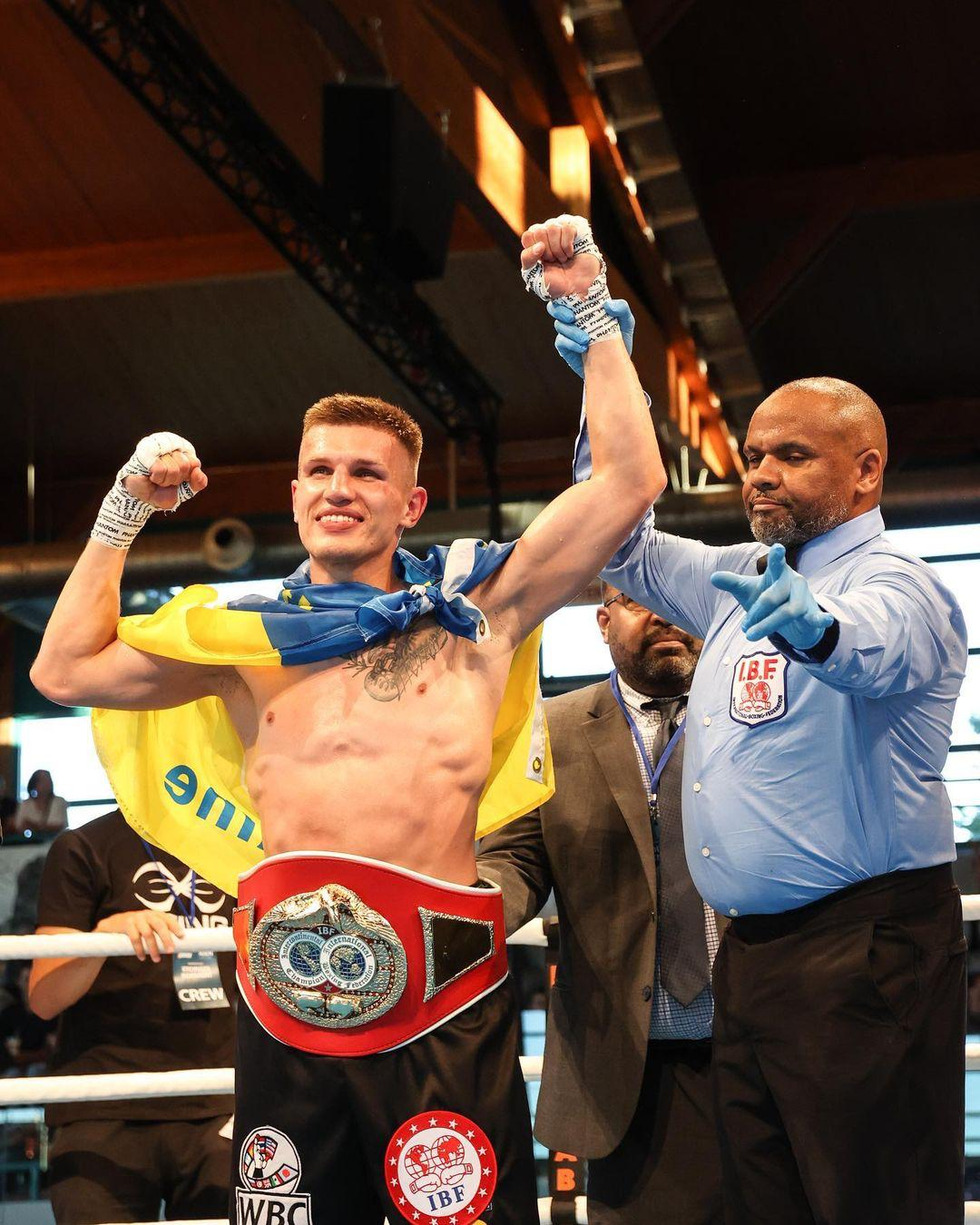
Iwanow im Juli 202 in Erding2 nach dem Gewinn des IBF-International-Titel

Im August 2020 besiegte Iwanow Roman Shkarupa einstimmig nach 8 Runden. Gastgeber dieser Big Boxing Night war Usyk17 Promotion des Schwergewichts-Champions Oleksandr Ussyk. Iwanow gewann im Oktober 2020 den WBC-International-Silver-Titel in einem Kampf gegen Yusuf Kanguel durch K.o. in der 4. Runde.
Im August 2021 trat Iwanow in Eggenstein bei Karlsruhe seinen nächsten Titelkampf für WBC International Super Middle an. Er setzte sich gegen Rafael Amarillas Ortiz aus Mexiko durch, der zuvor von 18 Kämpfen nur dreimal verloren hatte. Petro Iwanow erzielte seinen 14. Sieg in 16 Kämpfen (zwei Unentschieden) und sicherte sich seinen dritten WBC-Titel, nachdem er zuvor WBC Youth und International Silver Champion war.
Im Juli 2022 stieg Iwanow bei der Erdinger Boxnacht in Erding in den Ring, um gegen Robert Talarek aus Polen um den IBF-International-Titel zu kämpfen. Iwanow siegte in der 4. Runde durch TKO. Der Schiedsrichter Robert Hoyle beendete den Kampf und erklärte Iwanow zum neuen internationalen IBF-Champion.
Im Juni 2023 verteidigte Iwanow seinen IBF International-Titel gegen Gino Kanters und siegte nach einem dominanten 12-Runden-KO-Sieg.
Derzeit hält Petro Iwanow den internationalen IBF-Titel im Supermittelgewicht und steht in der IBF-Rangliste auf Platz sieben der Weltrangliste.

## Liste der Profikämpfe
| 16 Siege (11 K.-o.-Siege), 0 Niederlagen, 2 Unentschieden | 16 Siege (11 K.-o.-Siege), 0 Niederlagen, 2 Unentschieden | 16 Siege (11 K.-o.-Siege), 0 Niederlagen, 2 Unentschieden | 16 Siege (11 K.-o.-Siege), 0 Niederlagen, 2 Unentschieden           | 16 Siege (11 K.-o.-Siege), 0 Niederlagen, 2 Unentschieden                          | 16 Siege (11 K.-o.-Siege), 0 Niederlagen, 2 Unentschieden |
| Nr.                                                       | Jahr                                                      | Tag                                                       | Ort                                                                 | Gegner                                                                             | Ergebnis für Iwanow                                       |
| --------------------------------------------------------- | --------------------------------------------------------- | --------------------------------------------------------- | ------------------------------------------------------------------- | ---------------------------------------------------------------------------------- | --------------------------------------------------------- |
| 1.                                                        | 2014                                                      | 4. Oktober                                                | Arena Lwiw, Lwiw, Ukraine                                           | Andriy Danichkin                                                                   | Sieg / TKO 1. Runde                                       |
| 2.                                                        | 2014                                                      | 13. Dezember                                              | Sportpalast Kiew, Kiew, Ukraine                                     | Levan Shonia                                                                       | Sieg / UD 4. Runde                                        |
| 3.                                                        | 2015                                                      | 18. April                                                 | Sportpalast Kiew, Kiew, Ukraine                                     | Sergii Shevchuk                                                                    | Sieg / UD 4. Runde                                        |
| 4.                                                        | 2015                                                      | 29. August                                                | Sportpalast Kiew, Kiew, Ukraine                                     | Beka Aduashvili                                                                    | Sieg / UD 6. Runde                                        |
| 5.                                                        | 2016                                                      | 23. April                                                 | Sportpalast Kiew, Kiew, Ukraine                                     | Davit Ribakoni                                                                     | Sieg / TKO 1. Runde                                       |
| 6.                                                        | 2016                                                      | 15. Oktober                                               | Sportpalast Kiew, Kiew, Ukraine                                     | Ramil Gadzhyiev                                                                    | Sieg / SD 8. Runde                                        |
| 7.                                                        | 2017                                                      | 22. April                                                 | Parkovy Convention Centre, Kiew, Ukraine                            | Volodymyr Romanenko                                                                | Sieg / TKO 2. Runde                                       |
| 8.                                                        | 2017                                                      | 21. Juli                                                  | National Olympic Training Centre, Koncha-Zaspa, Ukraine             | Vladyslav Yeromenko                                                                | Sieg / TKO 6. Runde                                       |
| 9.                                                        | 2017                                                      | 23. September                                             | National Olympic Training Centre, Koncha-Zaspa, Ukraine             | Mykola Korenev                                                                     | Sieg / UD 8. Runde                                        |
| 10.                                                       | 2018                                                      | 20. Januar                                                | Parkovy Convention Centre, Kiew, Ukraine                            | Bosko Misic                                                                        | Sieg / KO 2. Runde                                        |
| 11.                                                       | 2018                                                      | 14. April                                                 | National Olympic Training Centre Ukraine, Koncha-Zaspa, Ukraine     | Igor Kudrytskyi                                                                    | Sieg / MD 8. Runde                                        |
| 12.                                                       | 2018                                                      | 8. Dezember                                               | Palais des sports Marcel-Cerdan, Levallois-Perret, Frankreich       | Louis Toutin vakante WBC Youth World Champion im Supermittelgewicht                | Sieg / TKO 9. Runde                                       |
| 13.                                                       | 2019                                                      | 11. Oktober                                               | Palazzohalle, Karlsruhe, Deutschland                                | Vladimir Belujsky WBC Youth World Champion-Titelverteidigung im Supermittelgewicht | Sieg / TKO 5. Runde                                       |
| 14                                                        | 2020                                                      | 1. August                                                 | Equides Club, Lesniki, Ukraine                                      | Roman Shkarupa                                                                     | Sieg / UD 8. Runde                                        |
| 15.                                                       | 2020                                                      | 16. Oktober                                               | Palazzohalle, Karlsruhe, Deutschland                                | Yusuf Kanguel vakante WBC International Silver Titel im Supermittelgewicht         | Sieg / KO 4. Runde                                        |
| 16.                                                       | 2021                                                      | 31. Juli                                                  | Boxclub Home of Champions-Ka, Eggenstein-Leopoldshafen, Deutschland | Rafael Amarillas Ortiz vakante WBC International Titel im Supermittelgewicht       | Sieg / KO 3. Runde                                        |
| 17.                                                       | 2022                                                      | 22. Januar                                                | Boxclub Home of Champions-Ka, Eggenstein-Leopoldshafen, Deutschland | Nuhu Lawal                                                                         | Sieg / RTD 1. Runde                                       |
| 18.                                                       | 2022                                                      | 2. Juli                                                   | Stadtwerke Arena, Erding, Deutschland                               | Robert Talarek vakante IBF-International Titel im Supermittelgewicht               | Sieg / TKO 4. Runde                                       |
| 19.                                                       | 2023                                                      | 24. Juni                                                  | Stadthalle Rostock, Rostock, Deutschland                            | Gino Kanters IBF-International-Titelverteidigung im Supermittelgewicht             | Sieg / KO 12. Runde                                       |
| 20                                                        | 2023                                                      | 28. Oktober                                               | Zenith, München, Deutschland                                        | Juan Boada                                                                         | Sieg / TKO 4. Runde                                       |